# 五台山竹林寺
竹林寺，位于山西省忻州市五台山风景名胜区台怀镇西南6公里处，中台南麓，竹林寺村西侧。已列为县级文物保护单位。

## 历史
竹林寺，由高僧法照始建于唐代，日本圆仁法师入唐求法，840年曾来此朝山拜佛。历代予以重修。

## 建筑
寺院原有山门、天王殿、钟鼓楼、配殿、正殿、禅院等建筑，已毁于文化大革命。仅存八角形楼阁式舍利塔，始建于明弘治年间，嘉靖时重修。高五层，约25米，各层雕有斗拱和塔檐，每层各角有风铃18个。现正殿左前方汉白玉石碑由日本上阪泰山和尚建于昭和十七年（1942年），记念唐代圆仁入唐求法，题字“日本天台入唐求法沙门圆仁慈觉大师御研钻之灵迹。”。现存殿宇皆为近年投资新建，规模宏大，飞檐斗拱，雕梁画栋。其中大雄宝殿5间。

## 保护
1988年7月，竹林寺公布为五台县文物保护单位。2020年11月19日，竹林寺舍利塔公布为第一批五台山风景名胜区文物保护单位，编号2。